# Buttons
„Buttons” este un cântec al formației muzicale americane Pussycat Dolls, realizat în colaborare cu Snoop Dogg. Piesa a fost compusă de către Sean Garrett, Jamal Jones, Jason Perry și Nicole Scherzinger, producătorul fiind Polow da Don. „Buttons” a fost lansat ca cel de-al patrulea single al albumului de debut al formției, PCD, în martie 2006. A atins prima poziție în clasamentele din Austria, Brazilia, Noua Zeelandă și Portugalia și a activat în primele zece locuri ale clasamentelor din Australia, Elveția, Belgia, Germania, Irlanda, Regatul Unit, România și Statele Unite ale Americii.
Linia melodică a cântecului include influențe orientale, acestea fiind apreciate de criticii de specialitate. Videoclipul piesei este de asemenea inspirat din aceeași cultură. În cadrul premiilor MTV Video Music Awards 2006, videoclipul a câștigat premiul pentru „Cel mai bun videoclip dance”. „Buttons” a fost unul dintre cântecele câștigătoare la BMI Pop Awards din 2008.

## Informații generale
Nicole Scherzinger cântă majoritatea părților vocale din „Buttons”, ca și în cazul celorlalte piese de pe PCD. Aceasta a anunțat la premiile Grammy din 2006 că Snoop Dogg va fi cel cu care vor realiza remixul piesei. Pussycat Dolls au mai colaborat cu Snoop în cadrul galei din 2005 a premiilor Radio Music Awards ce a avut loc în Las Vegas. Aceștia au interpretat împreună piesa „Santa Baby”, Snoop Dogg fiind costumat în Moș Crăciun.
„Buttons” este o piesă în genul pop cu influente din genul R&B modern ce are un tempo influentat de hip-hop moderat, fiind compusă în tonalitatea re minor, fiind utilizate trei acorduri diatonice, cele ale treptelor I, V și VI. Cântecul conține influențe din muzica electronică și din cea orientală. Este o compoziție bazată pe ostinati și pe folosirea subtilă a unei orchestre de coarde și a armoniei vocale. În cântec este folosit câte un acord pe spații mari și nu sunt secțiuni instrumentale prea lungi. Ritmul melodiei vocale conține doar câteva sincope și se folosește un ambitus de o sextă mică, de la do# până la nota la în octava 1.
În 2008, Scherzinger a declarat că „știam că piese ca «Don't Cha», «Buttons» și «Stickwitu» ne vor ajuta să ne creăm standardele și ne vor arăta direcția [albumului], deoarece înainte [de compunerea lor] nu știam cum va suna PCD”.

## Recenzii
„Buttons” a primit recenzii moderate din partea criticilor muzicali. Revista Vibe a descris cântecul ca fiind unul dintre cele mai geniale de pe album, Emale Grey considerând că acesta cere o continuare a acelor implicații sexuale. About.com afirmă că piesa este acceptabilă pentru difuzare la radio și în club, dar atât cântecul, cât și videoclipul sunt asemănătoare cu cele lansate anterior, Bill Lamb apreciind doar influențele orientale. IGN consideră că „Buttons” nu aduce nimic nou pe piața feminină a muzicii soul-pop. Alex MacGregor de la UK Mix consideră că discul single transmite sexualitate încă de la cuvântul „go”. În recenzia albumului PCD, RTÉ.ie scrie despre „Buttons” și „I Don't Need a Man” că vor obține multe difuzări la radio datorită tempo-ului rapid utilizat în compunerea lor. Slant Magazine a afirmat că din cauza unor cântece ca „Buttons” baladele de pe album nu pot fi luate prea în serios.

## Videoclip
Videoclipul piesei a fost regizat de către Francis Lawrence și filmat pe data de 20 martie 2006. Acesta le înfățișează pe componentele grupului și pe Snoop Dogg, cu care Pussycat Dolls au colaborat pentru un remix al piesei. Cadrele prezentate în clip le afișează pe componente realizând diverse coregrafii. În varianta piesei folosită pentru videoclip sunt introduse câteva zeci de secunde pentru un nou moment dansant, acesta fiind acompaniat doar de linia melodică, fără versuri adiționale. De asemenea, în aceeași secvență sunt introduse câteva elemente vizuale cum ar fi fumul sau flăcările în timpul interpretării.
Videoclipul este influențat în mare parte de tema de busculadă a vechiului grup de dans Pussycat Dolls, cât și de elemente împrumutate din cultura Orientului Mijlociu, cum ar fi perdeaua confecționată din bijuterii din scena în care este interpretată cea de-a doua strofă a cântecului.
Videoclipul a primit două nominalizări la premiile MTV Video Music Awards 2006, la categoriile „Cel mai bun videoclip dance” și „Cea mai bună coregrafie dintr-un videoclip”, câștigând la prima secțiune. De asemenea, acesta a atins poziția cu numărul 4 în clasamentul „celor mai sexy videoclipuri” al postului de televiziune The Hits. Videoclipul a debutat pe locul 10 și a atins poziția cu numărul 3 în clasamentul Total Request Live al postului muzical MTV.

## Prezența în clasamente
„Buttons” s-a dovedit a fi un bun succesor al cântecului „Beep”, atingând poziții de top 10 în majoritatea clasamentelor unde a activat. În SUA, cântecul a atins poziții de top 10, surclasându-și antecesorul ce ocupase doar poziția cu numărul 13. „Buttons” a debutat pe locul 71 în Billboard Hot 100 și a atins poziția cu numărul 3 câteva luni mai târziu. Piesa a petrecut un total de unsprezece săptămâni în top 10 și treizeci de săptămâni în întregul clasament. În clasamentul Billboard Hot Dance Club Play, „Buttons” a atins poziția maximă datorită numărului mare de difuzări în cluburi ale cântecului și ale remixurilor acestuia.
În Oceania, piesa a atins poziții de top 3 atât în Australia, cât și în Noua Zeelandă. A obținut locul 1 în Noua Zeelandă, devenind cel de-al patrulea single consecutiv clasat pe locul 1 în această țară, în timp ce în Australia cântecul a obținut locul secund. De asemenea, acesta este și ultimul cântec al grupului care a ajuns pe prima poziție în Noua Zeelandă.
În Europa, „Buttons” a atins poziții de top 10 în majoritatea clasamentelor în care a activat. Astfel, cântecul s-a clasat în fruntea clasamentului în țări ca: Austria, Belgia, Croația, Elveția, Germania, Irlanda, Olanda, Polonia, Portugalia, Regatul Unit și România. În Austria, cântecul a devenit primul single al formației clasat pe prima poziție, staționând pe locul 1 timp de trei săptămâni consecutive. „Buttons” a devenit și cel mai bine clasat single al grupului, surclasând precedentul record deținut de „Don't Cha”, care a atins poziția cu numărul 2. De asemenea, în Portugalia, piesa a atins prima poziție devenind primul și singurul single al grupului ce reușește această performanță. La nivel european, „Buttons” a obținut poziția cu numărul 4, devenind cea de-a patra intrare consecutivă în top 5 a formației în Euro 200, după „Don't Cha” (locul 1), „Stickwitu” (locul 4) și „Beep” (locul 2).
„Buttons” a devenit și unul dintre cele mai „longevive” cântece prezente în clasamentul din România pe parcursul anului 2006. Piesa a petrecut un total de treizeci și opt de săptămâni în Romanian Top 100. Cântecul a debutat pe locul 90 pe când „Stickwitu” se afla în top 10 iar „Sway” în top 50 și la doar o săptămână de la intrarea în clasament a predecesorului său, „Beep”. După douăsprezece săptămâni petrecute printre ultimele cincizeci de cântece ale clasamentului, în cea de-a treisprezecea săptămână „Buttons” urca patruzeci și două de locuri intrând în top 40. După alte câteva săptămâni de urcări și coborâri, piesa atinge poziția cu numărul 9, în cea de-a treizeci și una săptămână de la intrarea în clasament. Datorită numărului mare de săptămâni petrecute în clasament și a numărului mare de difuzări acumulate de-a lungul anului, „Buttons” a atins poziția cu numărul 4 în clasamentul anului 2006.
„Buttons” a obținut un total de 4 233 000 puncte în urma activării în United World Chart, unde a atins poziția cu numărul 5, în urma celor treizeci și unu de săptămâni petrecute în clasament. De asemenea, cântecul s-a situat pe poziția cu numărul 13 în clasamentul mondial al anului 2006.

## Clasamente
| Clasament (2006) | Poziția | Referință |
| ---------------- | ------- | --------- |
| Australia        | 2       | [ 22 ]    |
| Austria          | 1       | [ 22 ]    |
| Belgia           | 4       | [ 2 ]     |
| Brazilia         | 1       | [ 32 ]    |
| Croația          | 4       | [ 23 ]    |
| Canada           | 5       | [ 33 ]    |
| Danemarca        | 14      | [ 22 ]    |
| Olanda           | 6       | [ 22 ]    |
| Europa           | 4       | [ 29 ]    |
| Franța           | 12      | [ 22 ]    |
| Finlanda         | 11      | [ 2 ]     |
| Germania         | 4       | [ 2 ]     |
| Irlanda          | 4       | [ 24 ]    |
| Italia           | 18      | [ 22 ]    |

| Clasament (2006)                   | Poziția | Referință |
| ---------------------------------- | ------- | --------- |
| Polonia                            | 3       | [ 25 ]    |
| Portugalia                         | 1       | [ 2 ]     |
| Elveția                            | 3       | [ 22 ]    |
| Suedia                             | 36      | [ 22 ]    |
| Romanian Top 100                   | 9       | [ 27 ]    |
| UK Singles Chart                   | 3       | [ 26 ]    |
| Taiwan                             | 4       | [ 34 ]    |
| U.S. Billboard Hot 100             | 3       | [ 2 ]     |
| U.S. Billboard Pop Airplay         | 1       | [ 33 ]    |
| U.S. Billboard Pop 100             | 2       | [ 20 ]    |
| U.S. Billboard Hot Digital Songs   | 3       | [ 33 ]    |
| U.S. Billboard Hot Dance Club Play | 1       | [ 20 ]    |
| U.S. Billboard Top 40 Mainstream   | 1       | [ 33 ]    |
| United World Chart                 | 5       | [ 2 ]     |

### Clasamente de sfârșit de an
| Clasament pentru anul 2006 | Poziția | Referință |
| -------------------------- | ------- | --------- |
| Austria                    | 28      | [ 22 ]    |
| Australia                  | 17      | [ 35 ]    |
| Elveția                    | 39      | [ 36 ]    |
| Romanian Top 100           | 4       | [ 37 ]    |
| U.S. Billboard Hot 100     | 15      | [ 38 ]    |
| United World Chart         | 13      | [ 31 ]    |

## Certificări
| Țară               | Vânzări/ Puncte | Certificare           | Referință |
| ------------------ | --------------- | --------------------- | --------- |
| Australia          | +70.000         | Disc de platină       | [ 39 ]    |
| Belgia             | +15.000         | Disc de aur           | [ 40 ]    |
| Noua Zeelandă      | +7.500          | Disc de aur           | [ 41 ]    |
| SUA                | +1.000.000      | Disc de platină       | [ 42 ]    |
| United World Chart | 4.233.000       | Dublu disc de platină | [ 43 ]    |

## Lista cântecelor
CD promoțional 1 (A&M Records)
1. „Buttons” (Editare finală) 3:52
2. „Flirt” 2:57

CD promoțional 2 (A&M Records)
1. „Buttons” (Editare finală) 3:52
2. „Buttons” (Versiunea de pe album) 3:46
3. „Flirt” 2:57
4. „Buttons” (videoclip)

CD promoțional pentru Regatul Unit (Polydor)
1. „Buttons” (Editare finală)
2. „Don't Cha” (Versiune live)

## Versiuni existente
- „Buttons” (Editare finală) 3:52
- „Buttons” (Versiunea videoclipului — versiune extinsă) 3:58
- „Buttons” (Remix de Jason Nevins) 4:05
- „Buttons” („Unbuttoned” remix de Joe Bermudez) 7:25
- „Buttons” („Button Fly” remix de Dave Audé) 7:40
- „Buttons” („Button Fly” mixare de Dave Audé) 6:11
- „Buttons” („Button Fly” editare de Dave Audé) 3:52
- „Buttons” (Mixare tribală de Ander Standing) 8:30
- „Buttons” (Mixare tribală radio de Ander Standing) 3:47
- „Buttons” (Remix de Scott Storch) 3:52
- „Buttons” (Mixare pentru cluburi de Sexy Mama) 9:08
- „Buttons” (Variantă radio de Sexy Mama) 3:36
- „Buttons” (Mixare pentru cluburi de Edson Pride) 9:18
- „Buttons” (Mixare tribală de Enry Hard) 8:59

## Predecesori și succesori
| Predecesor: „Crazy” de Gnarls Barkley                        | Locul 1 în Austrian Singles Chart 25 iulie 2006 – 14 august 2006               | Succesor: „Stop! Dimentica” de Tiziano Ferro   |
| Predecesor: „Crazy” de Gnarls Barkley                        | Locul 1 în New Zeeland Singles Chart 18 iulie 2006 – 24 iulie 2006             | Succesor: „Promiscuous” de Nelly Furtado       |
| Predecesor: „Promiscuous” de Nelly Furtado                   | Locul 1 în Billboard Top 40 Mainsteam 9 septembrie 2006 – 22 septembrie 2006   | Succesor: „Sexy Back” de Justin Timberlake     |
| Predecesor: „Verão Azul” de D'zrt                            | Locul 1 în Portugal Singles Chart 12 septembrie 2006 – 18 septembrie 2006      | Succesor: „Unfaithful” de Rihanna              |
| Predecesor: „Turn It Up” de Paris Hilton                     | Locul 1 în Billboard Hot Dance Club Play 30 septembrie 2006 – 6 octombrie 2006 | Succesor: „A Public Affair” de Jessica Simpson |
| Predecesor: „Diz Pro Meu Olhar” de Zezé Di Camargo & Luciano | Locul 1 în Brasil Hot 100 16 decembrie 2006 – 23 decembrie 2006                | Succesor: „Eu Sei” de Papas da Língua          |